# Вељко Милићевић
Вељко Милићевић (Чаглић, 14. јануар 1886 – Београд, 5. новембар 1929) био је српски писац, прозаист модернизма, преводилац и публициста, у књижевности се јавља и под псеудонимом L’homme qui rit.

## Биографија
Основну школу је завршио у Доњем Лапцу у Лици, два разреда у Госпићу, остале у доњоградској Великој гимназији у Загребу. Матурирао је у Првој београдској гимназији 1904. У Женеви је почео студирати права, па годину дана на Филозофском факултету (у Женеви) романске језике и књижевности (1904/1905), потом у Лондону француски језик и књижевност (1905/1906). Студије је наставио у Паризу (1906 – 1908), одакле је сарађивао са сарајевском „Српском ријечи”. По повратку из Француске био је у Сарајеву сарадник листа Народ (1911 – 1912). У Загребу је од 1922. био сарадник Времена, Новог листа и Епохе, од 1923. до смрти члан редакције Политике.
Његов књижевни опус није велики. Први штампан рад му је песма Молитва, у часопису Споменак, 1. јула 1896. године. Био је активни учесник ђачког друштва у Загребу, у петом разреду је покренуо ђачки лист Војислав (1900) и први број испунио својим песмама, причама и цртежима. Као гимназијалац сарађивао је у београдском листу Побратим. Прву приповетку објавио је у листу Млада Хрватска (1901). У Београду је с друговима издавао и уређивао лист Наша снага (1904). Сарађивао је у часописима, листовима и публикацијама: Споменак, Голуб, Узданица, Побратим, Женски свет, Млада Хрватска, Пријеглед ‘Мале библиотеке’, Нада, Српски књижевни гласник, Наша снага, Савременик, Српска ријеч, Алманах хрватских и српских песника и приповедача, Народ, Преглед, Босанска вила, Нови лист.

## Одликовања
У Црној Гори је одликован Медаљом за храброст, Јубиларном споменицом црногорском и Даниловим орденом III, IV и V степена.

## Беспуће
Најзначајније дело му је роман Беспуће (1912), први модеран роман у српској књижевности, у којем обрађује тему безавичајности новог човека. Роман говори о повратку интелектуалца Гавра Ђаковића у завичај. Главни јунак добија улогу странца међу својима, равнодушног и непознатог човека у некада познатој средини. Честа употреба симбола, „хладних” мотива (први пут се у српској књижевности користи мотив воза), социјално-политичких мотива, окретање урбаној средини, неке су од карактеристика које овај роман чине модерним. Ово је роман атмосфере, с малим бројем ликова, статичним догађајима и мотивима. Писац користи бројне метафоре и дескрипцију да би приказао кризу главног јунака, коју појачава повратак у завичај и која кулминира у нервни слом.
Михајло Пантић је у своју антологију српске приповетке уврстио и Вељка Милићевића.

### Преводи
- с енглеског
  - Т. Б. Меколи, Милтон, Београд-Сарајево, 1921
  - Халам, Успавана повест Енглеске, Београд-Сарајево, 1921
  - Башта миловања, арапске песме, Београд 1922
  - А. Рајс, Шта сам видео и преживео у великим данима, Београд 1928
  - Ч. Дикенс, Пиквиков клуб I-II, Београд 1930, 1968; Нови Сад 1962
- с француског
  - Г. де Мопасан, Орао, Мостар 1903
  - К. Фарер, Бој, Сарајево, 1912
  - Стендал, О љубави, Сарајево 1922
  - Е. Фромантен, Доминик, Београд 1926
- на чешки
  - Moravskoslezský deník, М. Острава, 24.IX 1925
  - Národní střed pril. Československá rodina, 10. VIII 1937; 1. I 1938
  - Ročenka Národního strědu a Nového Véčerníku, Praha 1939
- на словеначки
  - Žika, Ljubljana 1935 – 1936